# Austrophotismus daicles
Austrophotismus daicles är en stekelart som först beskrevs av Walker 1839.  Austrophotismus daicles ingår i släktet Austrophotismus och familjen kragglanssteklar. Inga underarter finns listade.